# Lamine Koné
Lamine-Gueye Koné (* 1. Februar 1989 in Paris) ist ein ivorisch-französischer Fußballspieler.

## Karriere

### Verein
Koné begann seine Laufbahn in seiner Geburtsstadt Paris bei Stade Olympique de Paris, ehe er 2002 zur US Alfortville wechselte. 2003 kam er in die Akademie von LB Châteauroux. Im Frühjahr 2006 wurde er in den Kader der ersten Mannschaft befördert, für die er bis Saisonende fünf Partien in der Ligue 2 absolvierte. In der folgenden Spielzeit 2007/08 kam er zu 16 Spielen in der zweithöchsten französischen Spielklasse. In der Saison 2008/09 bestritt der Abwehrspieler 27 Partien in der Ligue 2 und schoss dabei ein Tor. 2009/10 kam er zu 26 Ligaeinsätzen für Châteauroux, wobei er drei Tore erzielte. Im Sommer 2010 wechselte er zum FC Lorient. In seiner ersten Saison in Lorient absolvierte Koné sieben Spiele in der Ligue 1 und schoss dabei ein Tor. In der folgenden Spielzeit 2011/12 spielte er 21-mal in der höchsten französischen Spielklasse und traf dabei einmal. 2012/13 bestritt er 32 Partien in der Ligue 1, in denen er drei Treffer erzielte. 2013/14 kam er zu 18 Ligaeinsätzen und schoss dabei ein Tor. 2014/15 wurde er 30-mal in der Ligue 1 eingesetzt, wobei er einmal traf. 2015/16 kam er zu 18 Ligapartien, bevor er im Januar 2016 nach England zum AFC Sunderland wechselte. In Sunderland fungierte er ebenfalls als Stammspieler und bestritt bis Saisonende 15 Spiele in der Premier League, in denen er zwei Tore schoss. In der folgenden Saison 2016/17 kam er zu 30 Ligaeinsätzen und traf dabei einmal. Die Mannschaft stieg schlussendlich als Tabellenletzter in die EFL Championship ab. Koné spielte in der anschließenden Spielzeit 24-mal in der zweithöchsten englischen Spielklasse. Sunderland belegte schlussendlich auch in der EFL Championship den letzten Rang und stieg in die EFL League One ab. Daraufhin kehrte der Verteidiger im Sommer 2018 nach Frankreich zurück und schloss sich auf Leihbasis Racing Straßburg an. Während der Leihe absolvierte Koné 27 Spiele in der Ligue 1 und schoss dabei ein Tor. Im März 2019 gewann er mit den Elsässern den französischen Ligapokal. Im Sommer 2019 wurde Koné fest verpflichtet. In der Saison 2019/20, die aufgrund der COVID-19-Pandemie vorzeitig beendet wurde, kam er zu 18 Ligapartien und traf dabei einmal. In der Spielzeit 2020/21 wurde der Defensivspieler 15-mal in der Ligue 1 eingesetzt, wobei er ein Tor erzielte. Nach mehreren Monaten ohne Verein unterschrieb er im November 2021 einen Vertrag beim Schweizer Erstligisten FC Lausanne-Sport.

### Nationalmannschaft
Koné spielte im Mai 2010 viermal für die französische U-20-Auswahl. Später wechselte er den Verband und gab am 10. September 2014 bei der 1:4-Niederlage gegen Kamerun im Rahmen der Qualifikation zum Afrika-Cup 2015 sein Debüt für die ivorische A-Nationalmannschaft. Anfang 2017 nahm er mit der Elfenbeinküste am Afrika-Cup 2017 in Gabun teil. Sein Land schied in der Gruppenphase aus, Koné kam während des Turniers nicht zum Einsatz.

## Erfolge
Racing Straßburg
- Coupe de la Ligue: 2018/19